# Louis-Désiré Maigret

Louis-Désiré Maigret, SS.CC., (14 de setembro de 1804 - 11 de junho de 1882), serviu como primeiro vigário apostólico do Vicariato Apostólico das Ilhas Sandwich; agora a Diocese Católica Romana de Honolulu. Nascido em Saint-Pierre-de-Maillé (França), Maigret foi ordenado ao sacerdócio como membro da Congregação dos Sagrados Corações de Jesus e Maria em 23 de setembro de 1828 com a idade de 24 anos. Como parte de seu trabalho missionário, padre Maigret partiu para o Reino de Hawai ʻi para construir sua comunidade Católica de havaianos nativos.

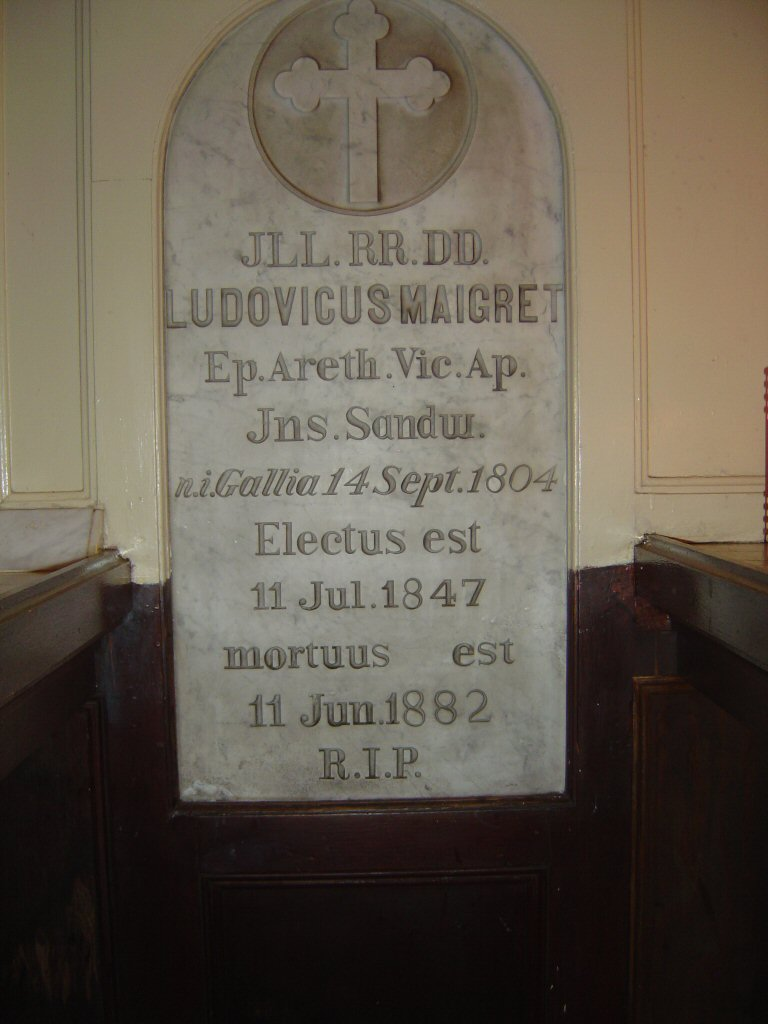
Pedra memorial na cripta funerária de Maigret, na Catedral de Nossa Senhora da Paz, Honolulu

A diocese o enviou como missionário a Pohnpei, na Micronésia, em dezembro de 1837, na escuna Notre Dame de Paix. Ele foi o primeiro missionário que viram. Em sua companhia estavam "vários mangarievanos e taitianos", alguns dos quais permaneceram em Pohnpei e deixaram descendentes. Ele partiu em 29 de julho de 1838 para Valparaíso após sete meses sem sucesso.
Quando o Vigário Apostólico da Oceania Oriental, Mons. Étienne Rouchouze, SS. CC., se perdeu no mar a bordo do malfadado Marie Joseph no início de 1843, a Santa Sé nomeou o Padre Maigret como o primeiro vigário apostólico das Ilhas Sandwich em 11 de setembro de 1846 aos 42 anos. Ele foi oficialmente ordenado bispo da sé titular de Arathia (Arad) em 28 de novembro de 1847 com a idade de 43 anos. Como bispo Maigret supervisionou a construção do que se tornaria seu legado mais duradouro, a Catedral Basílica de Nossa Senhora da Paz.
Após sua morte, Maigret foi sepultado na cripta abaixo do santuário.